# Richard Duckett
Richard Louis Duckett (født 30. januar 1885, død 19. juli 1972) var en canadisk lacrossespiller, som deltog OL 1908 i London.
Duckett spillede lacrosse for Ottawa Nationals og blev udvalgt til landsholdet, der skulle deltage i OL 1908 i London. Tre hold var tilmeldt konkurrencen, men Sydafrika trak sig, inden turneringen gik i gang, hvorefter mesterskabet blev afgjort mellem canadierne og det britiske hold. Spillet var ikke helt standardiseret, og der blev spillet efter regler, der var en krydsning mellem de regler, canadierne og briterne kendte. Kampen blev afvekslende med canadierne i front efter de to første quarters med 6-2. Efter pausen spillede briterne bedre og holdt 9-9, hvorved kampen endte 15-11 til canadierne, der dermed blev olympiske mestre.
Efter OL begyndte Duckett at spille ishockey, da han blev rekrutteret af Montreal Canadiens til at være med i den første sæson i turneringen arrangeret af National Hockey Association, der var en forgænger for National Hockey League. Han spillede dog kun ishockey en enkelt sæson, mens han til gengæld spillede lacrosse gennem hele 1910'erne.
Han var uddannet læge og fungerede i en længere årrække som retsmediciner i Montreal, inden han gik på pension i 1960'erne.